# Autoradio

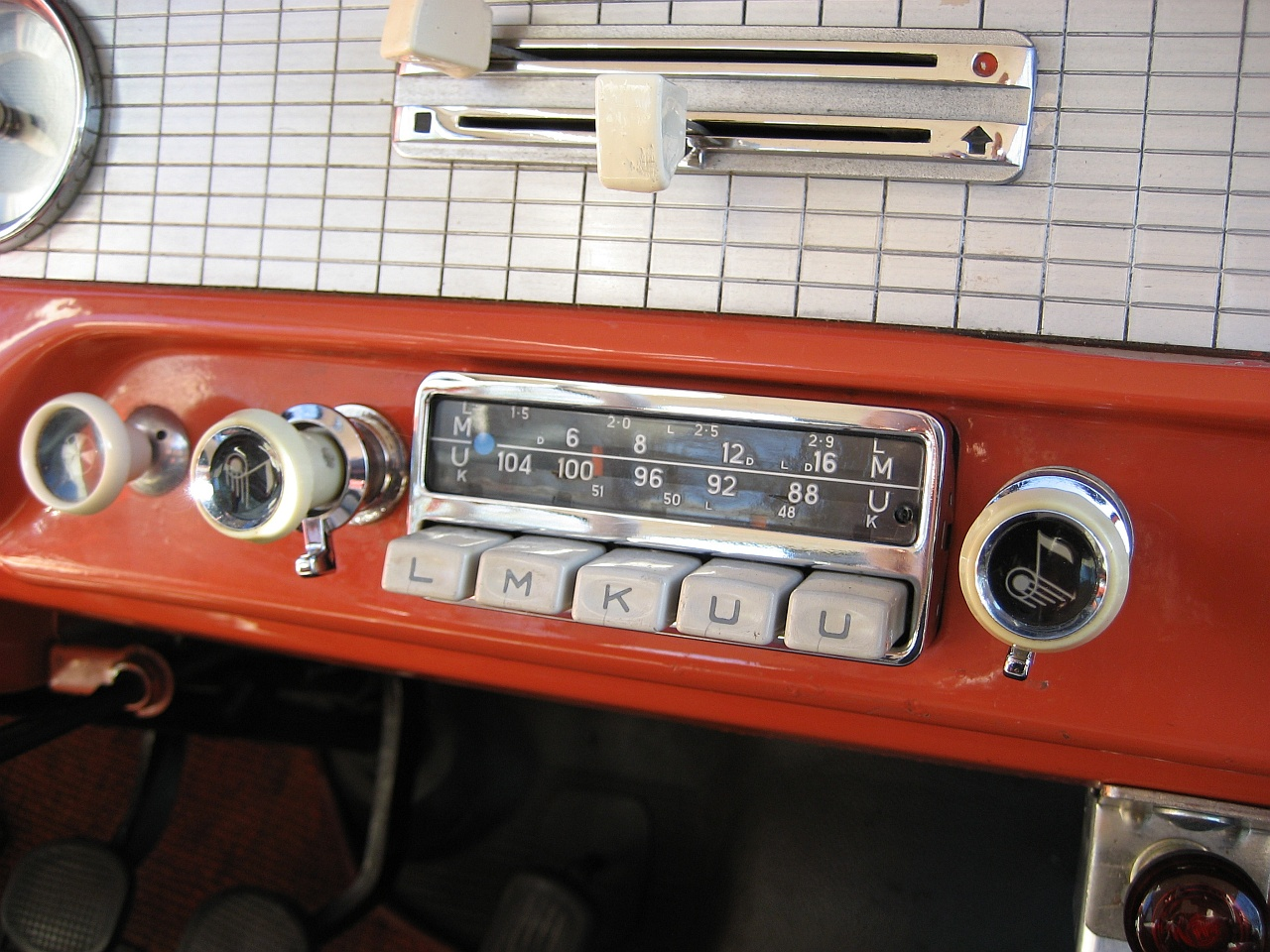
Historisches Autoradio Blaupunkt „Köln“ in einem Ford Taunus 17M

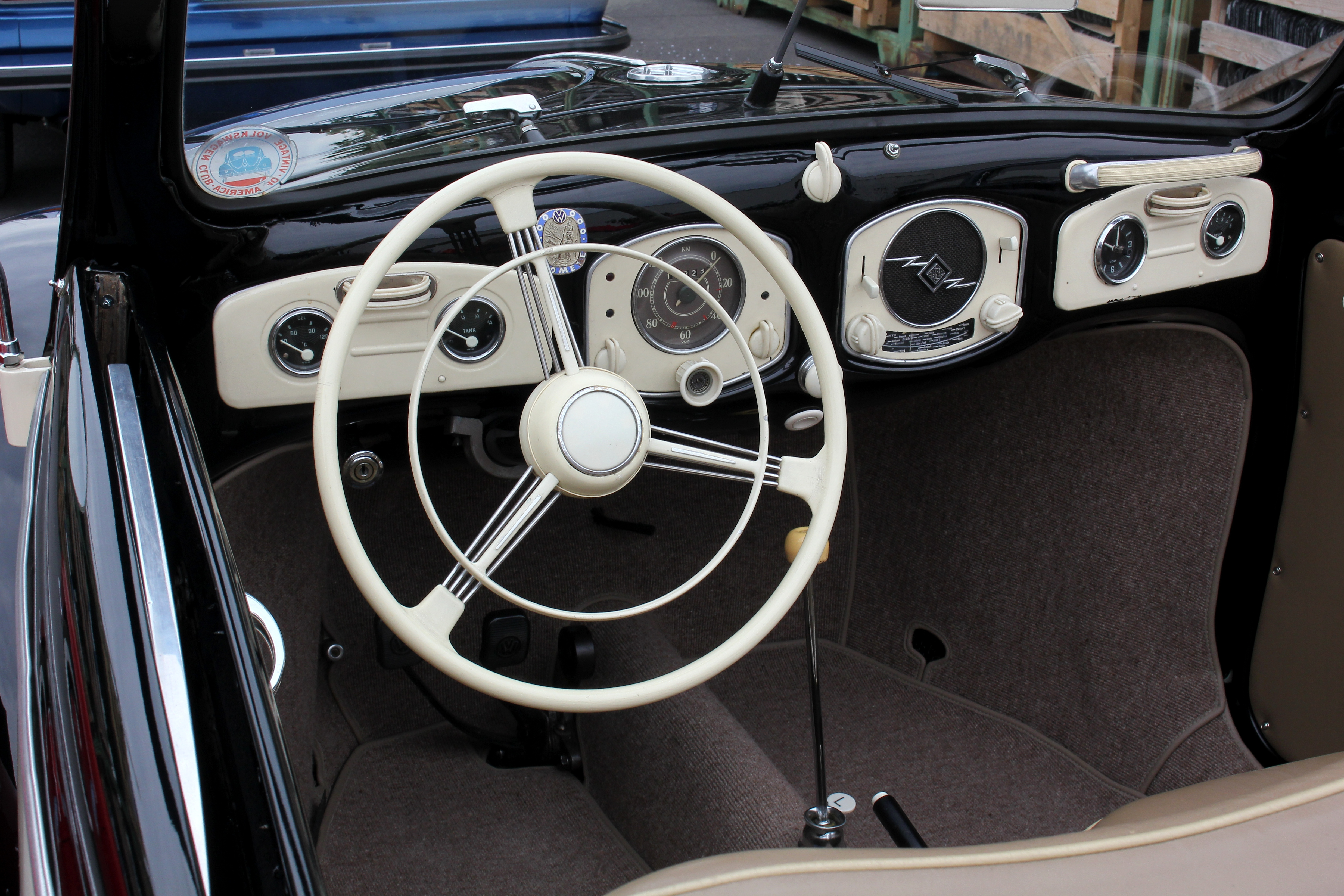
VW Hebmüller-Cabriolet 1949/50 mit Telefunken-Autoradio

Ein Autoradio ist ein Hörfunkempfänger, der für den Einbau in ein Kraftfahrzeug entwickelt wurde. Zu diesem Zweck ist es üblicherweise auf eine Betriebsspannung von 12 V (bei Lkw auch 24 Volt) ausgelegt und besitzt ein normiertes oder an den Fahrzeugtyp angepasstes Gehäuse. Autoradios müssen besonders kompakt gebaut und gegenüber Erschütterungen und Temperaturschwankungen unempfindlich sein, was den Einsatz von Heim-Rundfunkempfangsgeräten in Fahrzeugen ausschließt. Viele Geräte können zusätzlich Tonträger wie Audio-CDs, USB-Sticks oder (nur noch selten) Kompaktkassetten wiedergeben. Im Jahr 2009 stellte Blaupunkt das erste Internet-Autoradio vor.

## Eigenschaften

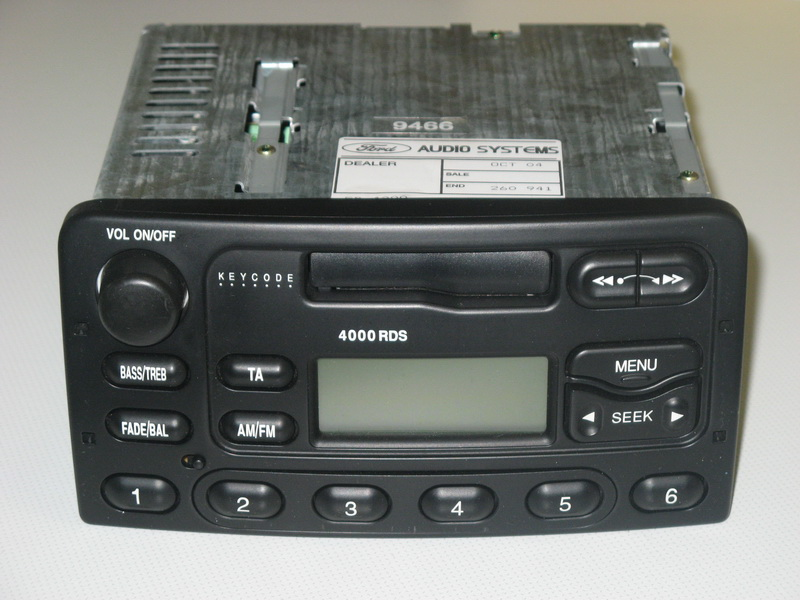
Herstellerspezifisches Autoradio mit Compact-Cassetten-Laufwerk (Ford)

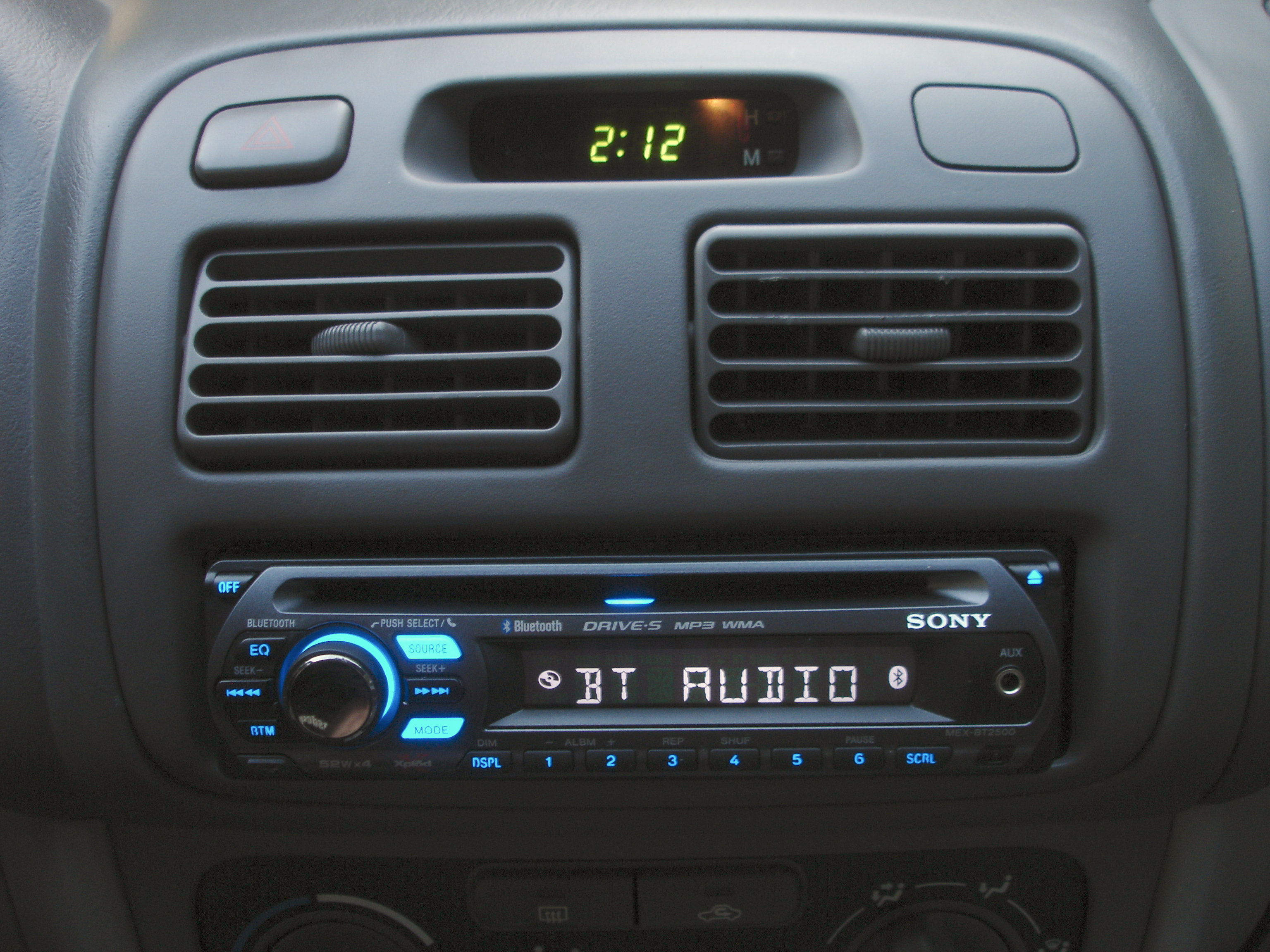
Sony-Autoradio mit ISO-Normgröße 50 mm in einem Toyota Corolla (E110)

Aktuelle Radios können Rundfunksender auf Digitalradio (DAB+),  UKW und Mittelwelle, und vereinzelt auch noch auf Lang- oder Kurzwelle empfangen.  Zur besseren Information des Autofahrers gehört in der Regel ein RDS-Decoder mit zur Ausstattung. Leistungsfähigere Modelle bieten eine TMC-Anzeige oder verwenden einen zweiten Tuner für den Empfang eines Senders des Verkehrsfunks. Darüber hinaus kann ein Navigationssystem integriert sein. Üblich ist heute eine Diebstahlsicherung mittels Codierung.
Ab Ende der 1960er Jahre bis zum Anfang des 21. Jahrhunderts waren preislich meist höher angesiedelte Geräte mit integriertem Kompaktkassette-Laufwerk im Angebot. Bereits vorher gab es in den USA auch Radios mit Abspielern für 8-Spur-Kassetten, die jedoch von der Kompaktkassette verdrängt wurden. Ab den 1980er Jahren löste die Audio-CD die Musikkassette ab. Gleichzeitig kamen umfangreicher ausgestattete Autoradios mit Kassettenspieler auf den Markt, an die ein modellspezifischer CD-Wechsler mit bis zu achtzehn in einem Magazin befindlichen Compact-Discs angeschlossen werden konnte. Die Wechsler konnten an beliebiger Stelle im Fahrzeug, meist im Handschuhfach oder im Kofferraum, installiert werden und wurden über das Radio bedient.
Viele Geräte ab Mitte der 2000er Jahre können auch MP3-CDs oder auch DVDs lesen. Zusätzlich gibt es Anschlüsse für Audio-Eingang, USB oder Fassungen für SD- oder MMC-Karten. Durch die immer größere Verbreitung an elektronischen Speichermedien setzen sich seit den 2010er Jahren im Einstiegsbereich immer mehr Geräte ohne CD-Laufwerke durch. Nicht durchsetzen konnten sich dagegen MiniDisc-Player.
In Europa werden frei verkäufliche Autoradios in der Regel in einer genormten Gehäusegröße angeboten, die in entsprechend vorgesehene Aussparungen der Mittelkonsole im Fahrzeug eingebaut werden können. Abweichend davon werden ab Werk eingebaute Autoradios, die möglicherweise gleich mit Navigationssystem ausgerüstet sind, bei mittlerweile den meisten Automobilherstellern direkt in die Mittelkonsole integriert. Die höhere Einbaulage soll das Gerät näher in das Blickfeld des Fahrers bringen, um seine Ablenkung durch den Blickwechsel zu reduzieren. Zur Erhöhung der Verkehrssicherheit wird bei werkseitig eingebauten Radios auch oft eine Fernbedienung in Lenkradnähe vorgesehen, die eine Einstellung des Radios erlaubt, ohne die Hände vom Lenkrad zu nehmen.

### Einbaumaße nach ISO
In der internationalen Norm ISO 7736 vom März 1984 sind sowohl Einbauräume als auch Anschlüsse für Autoradios zum Fronteinbau in Straßenfahrzeugen genormt. Während für die Schachttiefe ein Mindestmaß von 160 mm bestimmt ist, wird die Frontpartie bei einer Breite von 180 mm in zwei unterschiedlich hohen Varianten (50 und 100 mm) festgelegt. Diese Norm wurde im April 1984 als DIN ISO 7736 in eine nationale deutsche und im September 1986 als ÖNORM ISO 7736 in eine nationale österreichische Norm umgesetzt (Stand: Mai 2013).  Allerdings hatten Autoradios schon 1963 die DIN-Schacht-Dimensionen mit einer Bauhöhe von etwa 50 Millimetern.

### Anschlüsse

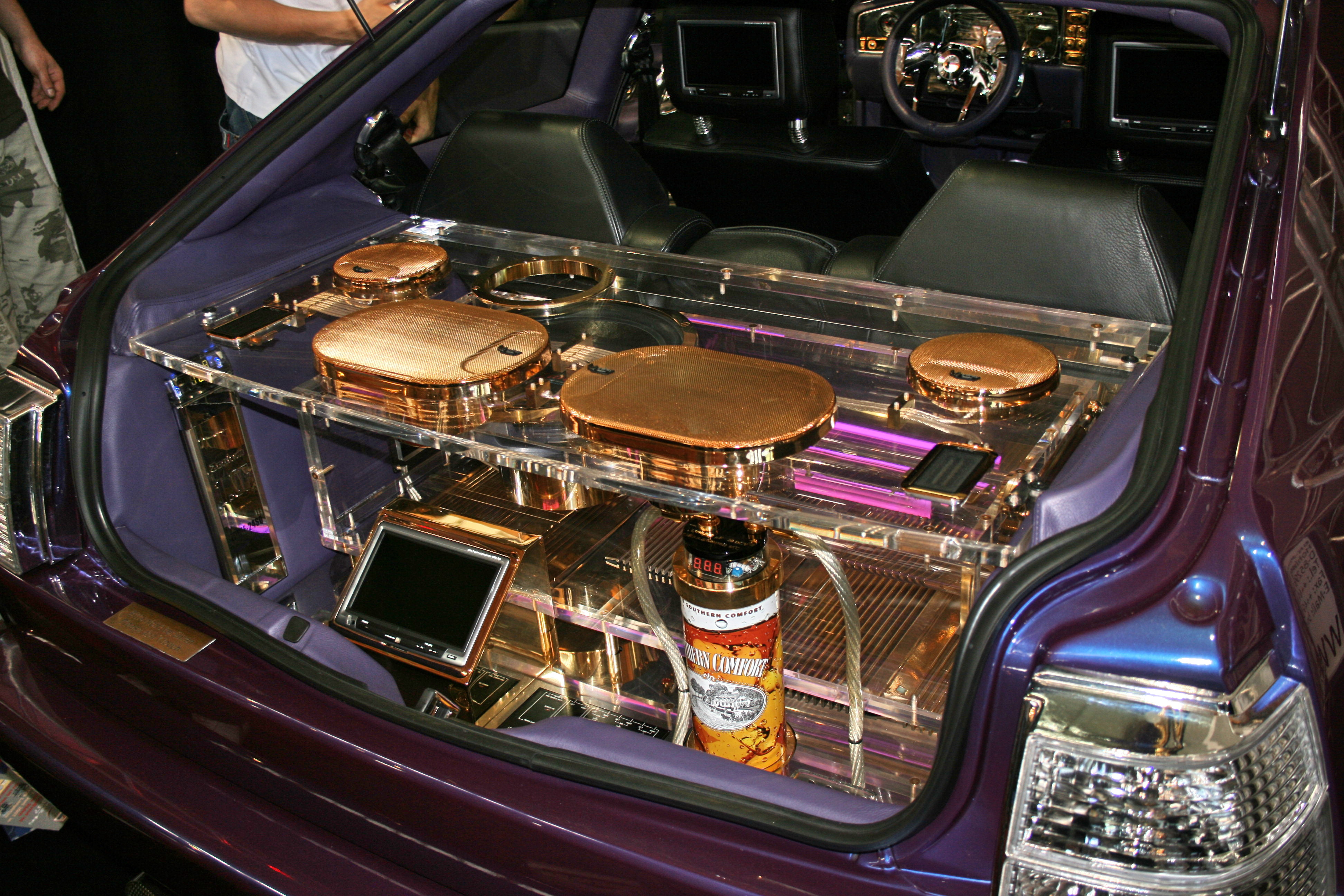
Aufwendige Einzelanfertigung: Soundanlage im Heck

Die heute gängigen Autoradios haben üblicherweise standardisierte Anschlussstecker nach ISO 10487. Damit lassen sich die Geräte herstellerunabhängig in jedes Fahrzeug mit ISO-Anschlüssen einbauen.
In den letzten Jahren sind viele Fahrzeughersteller dazu übergegangen, ihre werkseitig verbauten Autoradios über spezielle Anschlüsse an den fahrzeuginternen CAN-Bus anzubinden. In diesen Fällen ist der Einbau von Autoradios eines anderen Herstellers mit weiteren Kosten verbunden, die in Form spezieller Adapter anfallen.

#### Eingänge
- Masse bzw. Minuspol für die Spannungsversorgung
- Dauerplus, 12-V-Spannung gegenüber Masse, auch bei abgestelltem Fahrzeug, nötig, um bei abgestellter Zündung Radio hören zu können bzw. bei manchen Geräten, um Einstellungen zu speichern.
- Zündungsplus, 12 V bei eingeschalteter Zündung, ermöglicht das automatische Ein- und Ausschalten des Radios über die Zündung.
- GALA-Eingang, empfängt das Geschwindigkeitssignal vom Tachometer und ermöglicht eine geschwindigkeitsabhängige Lautstärkeanpassung
- Antenneneingang
- Beleuchtung, 0–12 V, für die Tag-/Nachtumschaltung der Radiobeleuchtung oder bei manchen Modellen Einstellung der Beleuchtungsintensität entsprechend der Beleuchtung der Bordinstrumente des Fahrzeuges.

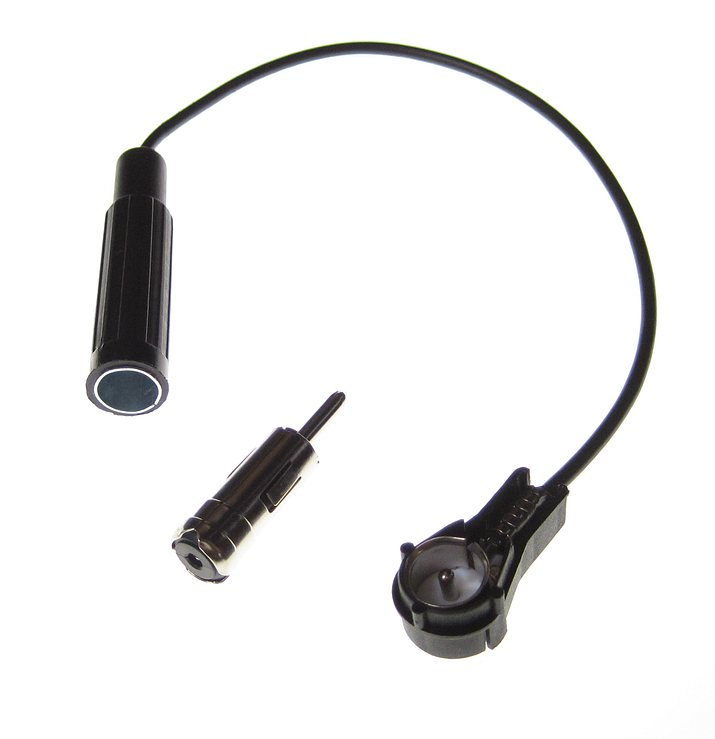
Antennenadapter ISO ↔ DIN

Für Antennenbuchsen in Autoradios existieren zwei Standards, der ältere gemäß DIN und der neuere gemäß ISO:
- DIN: Wellenwiderstand: 150 Ohm; Stiftdurchmesser: 3,2 mm; Stiftlänge: ca. 13 mm
- ISO: Wellenwiderstand: 50 Ohm; Stiftdurchmesser: 2,5 mm; Stiftlänge: ca. 5 mm

Daneben gibt es häufig weitere Anschlüsse für CD-Wechsler, Freisprechanlage, Fernbedienung und externe Musikquellen.
Ist kein Anschluss für externe Quellen vorhanden, kann eine Adapter-Kassette verwendet werden. Seit 2006 sind auch Minisender im UKW-Bereich zugelassen, die Audiosignale (zum Beispiel eines MP3-Players) per Funk ans Autoradio übertragen. Es gibt aber auch Geräte, die die Audiosignale mittels HF-Modulation in das Antennenkabel einspeisen. Auch werden speziell für originale Autoradios Adapter angeboten, die einen CD-Wechsler emulieren, um daran ein Speichermedium mit MP3-Dateien oder eine AUX-Quelle anzuschließen.
Modernere Autoradios besitzen oft zusätzlich einen AUX-Eingang an der Front oder Rückseite, um damit direkt externe Quellen wie MP3-Player per Kabel anschließen zu können. Dieser wird häufig in Form einer 3,5-mm-Klinkenbuchse an der Front, manchmal auch an der Rückseite mit Hilfe eines Cinch Anschlusses realisiert.

#### Ausgänge
Meistens haben moderne Autoradios vier Lautsprecherausgänge, die eine Leistung von ca. 15 Watt RMS abgeben. Von vielen Herstellern wird die wesentlich höhere Musikleistung angegeben, zum Beispiel (4 × 50 Watt), diese Leistungsangabe ist allerdings nicht genormt und lässt somit viel Interpretationsspielraum. Im Car-HiFi-Bereich werden oft externe Endstufen verwendet, um eine höhere Leistung zu erzielen. Dieser wird mit einem Cinch-Kabel am Vorverstärkerausgang des Radios (englisch: „Pre-Out“) angeschlossen. Werkseitig eingebaute Autoradios besitzen in der Regel keinen Vorverstärkerausgang, Nachrüstradios hingegen sind, je nach Ausstattung, mit bis zu sechs dieser Ausgänge ausgestattet, welche einen Spannungspegel von ca. 1,5 bis 7 Volt aufweisen. Höhere Ausgangspegel versprechen dabei eine störsicherere Signalübertragung. Um dennoch einen Verstärker an ein Autoradio ohne Vorverstärkerausgang anschließen zu können, kann man einen sogenannten „High-Low Adapter“ benutzen. Solche Adapter verringern die Spannung vom Lautsprecherausgang des Radios, damit eine Signalstärke ähnlich derjenigen eines Vorverstärkerausgangs entsteht.

#### Lautsprecher
Im Auto haben sich Einbaulautsprecher mit einer Impedanz von 4 Ω durchgesetzt. Diese können bei 12 V des Bordnetzes ohne Aufwärtswandler mehr Leistung in Schalldruck umsetzen als Lautsprecher mit höherer Impedanz an derselben Spannung. In den 1960er und 1970er Jahren wurde ab Werk überwiegend mittig, unter der Windschutzscheibe ein einzelner Tauchspulen-Lautsprecher eingebaut. Mit Einführung der Stereofonie im Auto wurden zwei Lautsprecher unter den A-Säulen eingebaut, später auch hinten, neben oder in der Hutablage ein zweites Paar Lautsprecherchassis. Durchmesser von 10 cm waren sehr verbreitet. Die runden Chassis waren in Europa und Asien sehr verbreitet, während sich in den USA ovale 6"×9"-Chassis in der Hutablage durchsetzten, gepaart mit kleineren Lautsprechern vorne. Ab den 1990er Jahren wurden vermehrt Lautsprecher in Türen eingebaut, da die größeren Chassis die Wiedergabe tieferer Tonfrequenzen ermöglichen.
Mittlerweile haben sich in den größeren Fahrzeugklassen Systeme durchgesetzt, wo Tiefmitteltöner in der Türe durch Hochtöner in Fensterkantenhöhe ergänzt werden. Diese finden sich oft im Armaturenbrett, dem Spiegeldreieck oder neben dem Türöffner. Dadurch wird eine klarere Stereoabbildung gefördert. Auch zusätzliche versteckt eingebaute Tieftöner (engl. „Subwoofer“) sind keine Seltenheit mehr. Die hinteren Lautsprecher haben dadurch an Bedeutung abgenommen.

#### Probleme
Trotz identisch aussehender Stecker nach ISO 10487 ist die Kontaktbelegung uneinheitlich.
So vertauschen einige Autohersteller Dauerplus und Zündungsplus im Fahrzeugstecker, wodurch in diesem Fall Funktionsstörungen des Radios auftreten.
Auch ist der Anschluss der geschwindigkeitsabhängigen Lautstärkeanpassung (GaLa) fahrzeugseitig nicht immer auf den gleichen Pin im Stecker gelegt. Um eine Funktionsstörung der Bremse bzw. des Antiblockiersystems (ABS) und dessen Erweiterungen ASR/ESP auszuschließen, wird dieses Signal jedoch separat zum geschwindigkeitsabhängigen Signal des ABS erzeugt. Sämtliche für das Bremsen zuständigen und damit in Verbindung stehenden elektronischen Signale dürfen aus Sicherheitsgründen grundsätzlich für keine weiteren Funktionen im Fahrzeug genutzt werden. Das bedeutet, dass bei einem in einem älteren Fahrzeug fehlenden GaLa-Signal dieses nicht dem ABS-Signal entnommen werden darf.
Es können noch weitere fahrzeugherstellerspezifische Kontaktbelegungen des ISO-Steckers vorkommen, die beim Anschluss eines Zubehör-Radios zu Störungen der Fahrzeugelektronik führen können.
Somit könnte durch den nicht fach- und sachgerechten Selbsteinbau eines Autoradios die Betriebserlaubnis des Fahrzeuges erlöschen. Einige Kfz-Hersteller untersagen daher in der Betriebsanleitung der Fahrzeuge den Selbsteinbau von Autoradios.
Dadurch, dass die Fahrzeughersteller ihre Werksradios immer weiter mit dem Fahrzeug vernetzen, kann der Austausch durch ein Radio eines anderen Herstellers auch zum Wegfall von Funktionen führen, die vorher nur über das Werksradio erreichbar waren (z. B. Uhrzeiteinstellung, Zugriff auf den Bordcomputer, Ausfall der Lenkradfernbedienung). Ferner kann der Einbau des Austauschgeräts sehr aufwändig und durch ggfs. benötigte Adapter mit weiteren Kosten verbunden sein. Ebenso kann dadurch das optische Erscheinungsbild stark beeinträchtigt werden, weil die Werksradios durch Form und Aussehen in das gesamte Erscheinungsbild optimal eingebunden sind.

## Geschichte

### Ab 1920
Im Jahre 1922 wurde in ein Ford Modell T in Chicago ein Radio eingebaut. Ungefähr zur gleichen Zeit wurde in England ein Daimler mit einem Autoradio von Marconiphone Co ausgerüstet. 1927 wurde das erste, industriell von Storage Battery Co., Philadelphia, hergestellte Autoradio „Philco Transitone“ in den USA von Chevrolet als Zubehör angeboten. Galvin Manufacturing Corporation (GMC) baute 1930 das erste kommerziell erfolgreiche Autoradio der Welt. Entwickler waren William P. Lear und Elmer Wavering. Das Modell 5T71 kostete zwischen 110 und 130 US-Dollar. Das Radio bekam wegen seiner schweren und voluminösen Ausführung die Bezeichnung „Motorola“, eine Wortschöpfung aus Motor (motorcar, motion) und ola (Schall, Welle, la ola) (nach anderen Quellen Brand eins: „Eine Kombination aus Automobil und Victrola, dem legendären Grammofon“). Der Erfolg war so groß, dass es in den USA bald zum Synonym für den Hersteller und für ein Autoradio überhaupt wurde.
Das erste Autoradio in Deutschland wurde 1925 durch Telefunken auf den Markt gebracht.
Es handelte sich um eine langgestreckte Variante des Heimempfängers Telefunkon 3, der speziell für den Einbau in Boote und Automobile vorgesehen war. Dieser „Sportempfänger 1925“ wurde mit einer besonderen Federkonstruktion im Fahrzeug befestigt.
Auf der 9. Großen Deutschen Funk-Ausstellung Berlin im August 1932 sowie auf der 23. Internationalen Automobil- und Motorrad-Ausstellung (IAMA) im Februar 1933 stellte die Berliner Radiotelefon und Apparatefabrik Ideal AG (heute Blaupunkt) den „Autosuper AS 5“ vor. Der Überlagerungsempfänger (Superheterodynempfänger bzw. „Superhet/Super“) für den Mittel- und Langwellenbereich mit fünf Elektronenröhren war zusammen mit der Ideal-Mutterfirma Robert Bosch AG (seit 1937 eine GmbH) entwickelt worden. Er konnte mit Bowdenzügen von der Lenksäule aus fernbedient werden und benötigte eine eigene Anodenbatterie oder einen zusätzlichen Umformer für die Anodenspannung. Das Gerät hatte einen Rauminhalt von 10 Litern und war mit einem Preis von 465 Reichsmark wie das Auto selbst ein Luxusartikel, denn in der abklingenden Weltwirtschaftskrise kostete 1934 z. B. ein Opel 1,3 Liter knapp 2650 Reichsmark. Kaufkraftbereinigt in heutiger Währung entspricht dies heute ca. 14.400 Euro für den Wagen und 2.530 Euro für das Radio, d. h. je nach Bezugswert zwischen 15 und 17,5 % des Pkw-Preises.
Nach Tests während einer Sahara-Expedition wurde eine erste Serie von 300 Stück in einer Musterwerkstatt von Bosch gefertigt. Die Antenne wurde als Litze am Dachhimmel (der zu jener Zeit häufig aus Stoff bestand) oder unter den hölzernen Türtrittbrettern verlegt. Das Gerät Blaupunkt 4A75 wurde 1933 für 325 Reichsmark vorgestellt, das jetzt mit allen Komponenten inklusive des Lautsprechers in ein Gehäuse von 9,5 l Inhalt passte. Den unhandlichen Anodenspannungs-Umformer ersetzte ein kleiner Zerhacker. Der Superhet hatte sechs Elektronenröhren und sieben Kreise. 1934 stellte Telefunken das T540 für 353 Reichsmark vor. 1936 stellte Blaupunkt das 5A76 (sechs Röhren/sieben Kreise) für 332,75 RM, Körting das ASE 6340 in einer Ausführung für 6-V- und einer Ausführung für 12-V-Autobatterie jeweils für 420 RM und Telefunken das T655 für 450 RM vor, 1938 erschien das Blaupunkt 7A78 mit sieben Röhren und sechs Schwingkreisen mit Schwundregelung und beleuchteter Abstimmskala. Es wurden Stahlröhren verwendet, der Preis betrug 330 Reichsmark. Der Umsatz mit Autoradios verdoppelte sich daraufhin gegenüber dem Vorjahr. Körting stellte das AS7340 für 348 RM, Telefunken das T3877 für 338 RM vor, von Philips wurden Geräte mit internem oder externem Lautsprecher für 6 oder 12 Volt Spannung angeboten. 1939 gab es erstmals das Blaupunkt 7A79 für 330 RM, das Lorenz AS39 für 298 RM, das Telefunken IA39 für 325 RM.

### Ab 1940

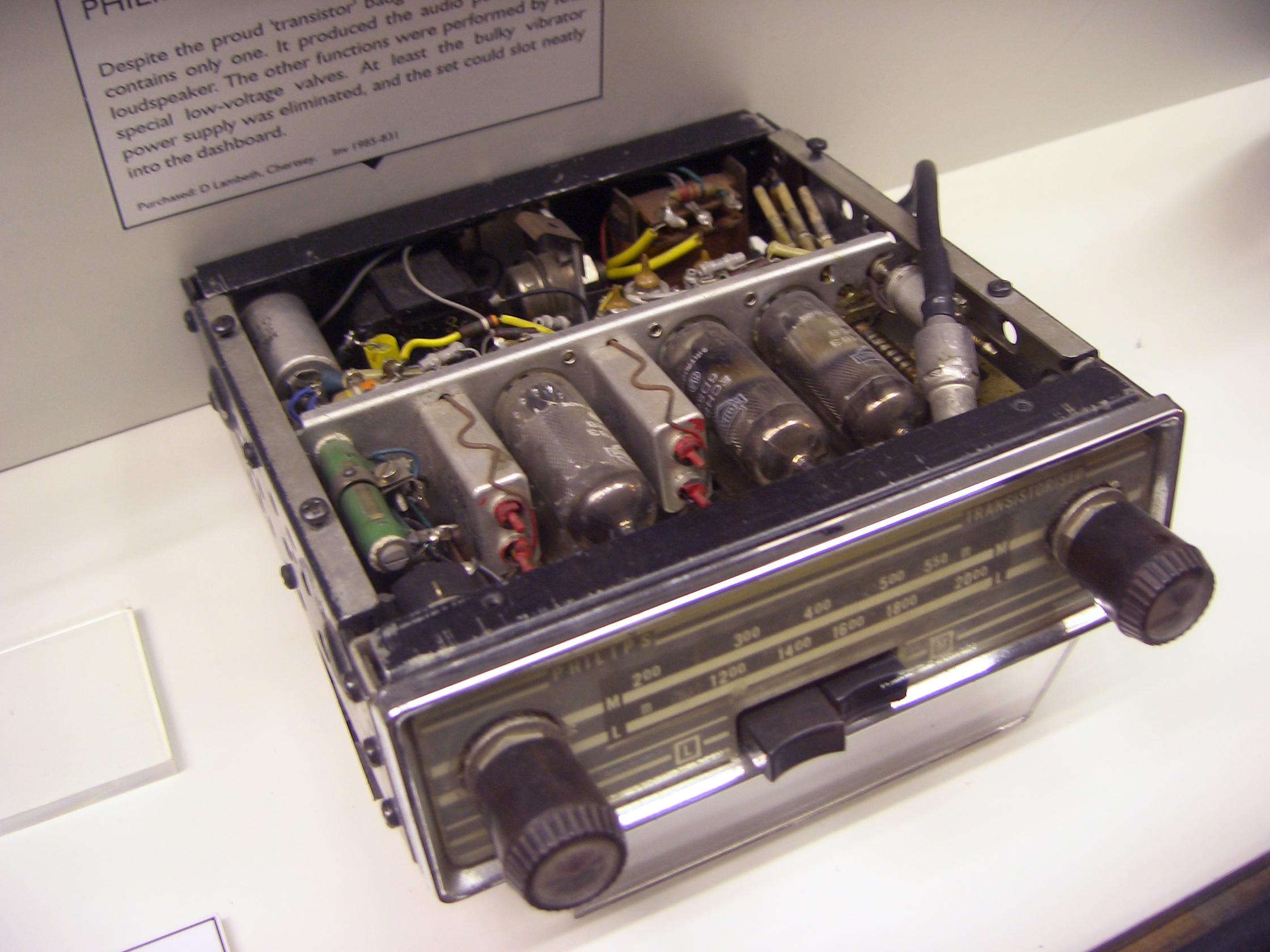
Historisches Autoradio mit Elektronenröhren

Blaupunkt war nach dem Verlust der Betriebe im Osten bereits Anfang 1945 nach Hildesheim umgezogen und stellte 1948 das Modell 5A649 vor, das mit allen Komponenten in die Instrumententafel eingebaut werden und damit auf die bislang verwendete Bowdenzug-Sendereinstellung verzichten konnte. Das von Max Egon Becker 1949 in Pforzheim gegründete Unternehmen Becker (heute: Harman Becker Automotive Systems) stellte das Mittelwellengerät Autophon (5 Röhren/6 Kreise) und den zusätzlich Lang- und Kurzwelle empfangenden Aerophon dem Kunden Daimler-Benz vor, und eine lange Geschäftsbeziehung mit Mercedes-Benz begann. 1951 führte Becker mit dem Gerät Nürnberg Stationstasten mit induktiver Abstimmung (Variometer) ein.
1952 erschienen das A52KU und das A520KU (mit oder ohne Drucktasten) von Blaupunkt, die auch den 1949 in Deutschland eingeführten UKW-Rundfunk empfangen konnten. 1953 hielten der UKW-Bereich (in Mono) und der automatische Sendersuchlauf mit dem Becker Mexico Einzug. Blaupunkt stellte das verbesserte A53KU vor. 1954 präsentierte Blaupunkt das Modell Köln mit automatischem Sendersuchlauf. 1957 begann die Verwendung von Transistoren in der Endstufe und im Gleichspannungswandler (für die verbliebenen Elektronenröhren). 1958 erschien ein unter dem Instrumentenbrett anzubringender 17-cm-Platten-Abspielautomat Automignon von Philips, um dem Wunsch nach eigener Musikgestaltung im Kraftfahrzeug zu entsprechen.

### Ab 1960
Das erste vollständig mit Transistoren bestückte Autoradio stellte Philips 1961 vor, gefolgt 1963 vom Becker Monte Carlo. Grundig zog 1965 mit dem AS40 nach. 1968 kamen Autoradios mit eingebautem Kassettenspieler auf (Philips).

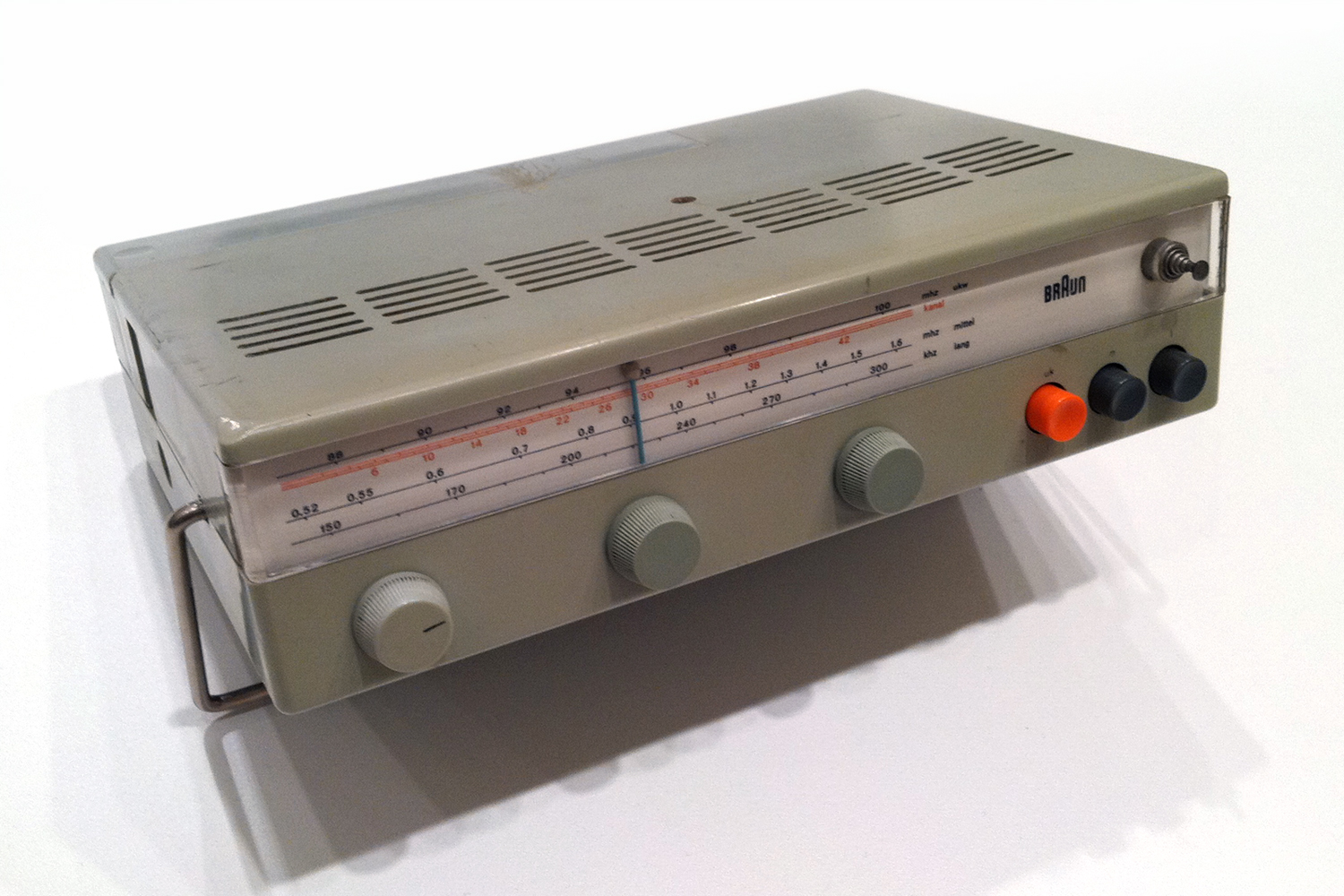
T52 von Braun (1961)

Ab 1961 produzierte Braun in Frankfurt am Main seine Kofferradiomodelle „T52“ und folgende. Dafür gab es eine Halterung für Autos. Damit konnte man sich das relativ teure Autoradio sparen und gleichzeitig sein Radio zusätzlich außerhalb des Fahrzeugs nutzen.
1969 brachte Blaupunkt das erste FM-Stereo-Autoradio (Frankfurt Stereo) auf den Markt. Becker stellte das Stereo-Kassettenradio Mexico Olympia Stereo (mit Mono-UKW-Empfang und Stereo-Cassettenwiedergabe) und das UKW-Stereoradio Europa Stereo vor. Auf der Funkausstellung 1973 stellte Blaupunkt das Vollstereo-Kassettengerät Berlin electronic vor, das ab Mai 1974 lieferbar war. Die Bedienung erfolgte über einen abgesetzten Schwanenhals, der die Bedienungselemente näher zum Fahrer rücken sollte.
Am 1. Juni 1974 wurde das Autofahrer-Rundfunk-Informationssystem (ARI) in Betrieb genommen, was die automatische Erkennung von Verkehrsmeldungen im Autoradio ermöglichte. Bereits im Jahr vorher gab es ARI-Zusatzdecoder von Blaupunkt, gefolgt von Autoradios mit integriertem ARI-Teil. 1975 erschien das Becker Mexico Cassette Vollstereo Reverse für Kassettenbetrieb mit Autoreverse. Es war das letzte Becker-Gerät in klassischer Bauform mit Abstimmskala und Drucktasten. 1976 kamen die beiden Becker-Geräte Europa Kurier und Monza Cassette Kurier auf den Markt, wobei Kurier für den ARI-Empfänger steht. 1977 brachte Blaupunkt das Koblenz CB mit integriertem CB-Funkgerät auf den Markt, das in einem DIN-Gehäuse Platz fand. 1979 wurde das Becker Mexico Electronic mit einem Mikroprozessor gesteuert. Blaupunkt lieferte das Bamberg QTS mit LED 7-Segment-Digitalanzeige für die Empfangsfrequenz und Quarz-Tuning-System.
In der Bundesrepublik Deutschland verfügten im Jahr 1970 rund 35 Prozent der Kraftfahrzeuge über ein eingebautes Radio, vier Jahre später 53 Prozent.

### Ab 1980

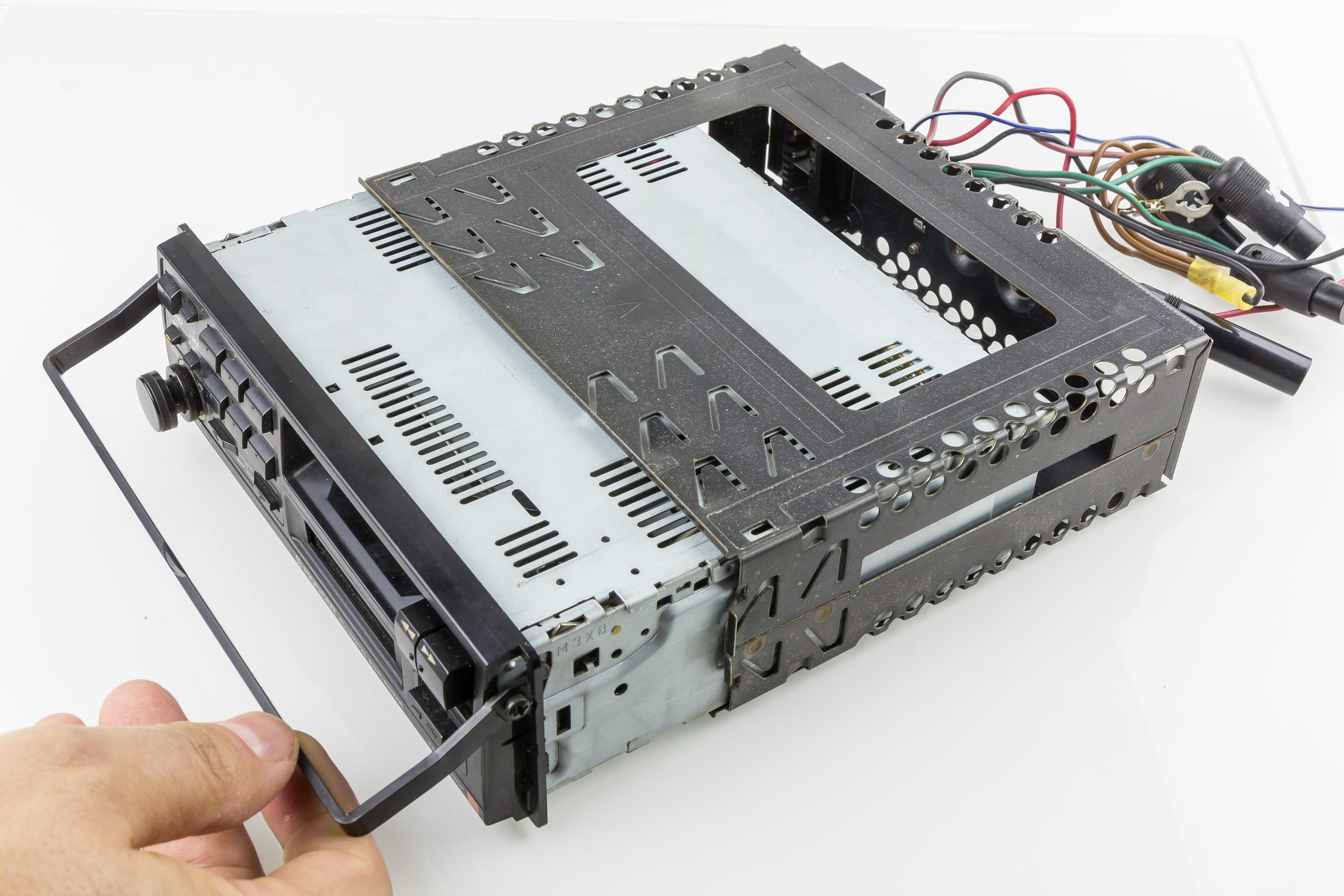
Autoradio mit Griff zum Herausnehmen; bereits halb aus dem Einbauschacht herausgezogen

Im Jahr 1980 verzichtete Becker beim Mexico Cassette Electronic 385 auf Drehknöpfe für Lautstärke und Abstimmung, und man konnte die Autoradios zum Diebstahlschutz herausnehmen. 1982 stellte Blaupunkt das Berlin IQR 83 vor, mit mehrzeiliger LCD-Anzeige, automatischer PCI-Senderidentifikation und Sprachausgabe, Grundig brachte das WkC3867VD mit einem Kassettenlaufwerk und LCD-Digitalanzeige auf den Markt. Die meisten Autoradios bieten seitdem drei Möglichkeiten der Sendereinstellung: Handabstimmung, Stationstasten und Sendersuchlauf. Lediglich das Becker Mexico Cassette Electronic 385 bot als vierte Möglichkeit das Eintippen der Frequenzziffern wie beim Taschenrechner an. 1983 wurden integrierte CD-Spieler statt der Kassettenlaufwerke vorgestellt, 1985 erschienen die Geräte mit integriertem CD-Spieler von Philips und Becker (das Mexico Compact Disc 860), später mit CD-Wechslern ergänzt. Autoradios konnten mit einer Codezahl gegen Diebstahl geschützt werden, Geräte von Philips suchten sich den am besten einfallenden Sender innerhalb einer Senderkette. 1987 erschien das Becker Mexico Diversity mit zwei Empfängern, einer für den Radioempfang, der andere zur Überwachung eines Verkehrsfunk-Senders. Kurze Zeit später zog Blaupunkt nach und nannte dieses System Travel ARI. Am 1. April 1988 wurde das Radio Data System (RDS) zur automatischen Verarbeitung von Verkehrsfunkmeldungen im Autoradio, Übermittlung von Sendernamen und weiteren Zusatzinformationen in Betrieb genommen. Das erste Autoradio mit RDS war das gegen Aufpreis in Volvos erhältliche Volvo-Radio vom Typ SR-701. Die ersten Geräte zeigten den Sendernamen (RDS-PS) an und schalteten automatisch auf die beste Frequenz (RDS-AF), zum Beispiel auch das Blaupunkt Montreux RDR 49. 1989 konnte man bei Geräten von Grundig die Frontblende des Radios als Diebstahlschutz abnehmen, bei Blaupunkt wurde dafür eine Keycard benutzt.

### Ab 1990
1991 wurde RDS-EON eingesetzt, damit konnte Verkehrsfunk auch dann empfangen werden, falls der eingestellte Sender keinen Verkehrsfunk verbreitet. Im Fall einer Verkehrsdurchsage wird auf dem Verkehrsfunksender umgeschaltet. 1992 wurde mit dem Blaupunkt Stockholm die Option TIM (Traffic Memo) verfügbar gemacht, die Verkehrsmeldungen auch aufzeichnet, wenn der Fahrer abwesend und das Radio ausgeschaltet war. Die maximale Aufzeichnungsdauer betrug vier Minuten. 1993 begann die Verknüpfung von Navigationssystemen mit dem Autoradio, später wurden sie direkt integriert (Philips CARIN (Car Information and Navigation System)). 1997 wurden von Blaupunkt Radios mit DAB-Empfang und Integration von Mobiltelefonen vorgestellt. Auch der Traffic Message Channel (TMC) konnte jetzt über RDS Verkehrsnachrichten unabhängig vom Rundfunkprogramm auf dem Bildschirm des Radios darstellen. Becker stellte mit dem Traffic Star eine integrierte Kombination aus Autoradio, CD-Spieler und Navigationssystem vor.

### Ab 2000

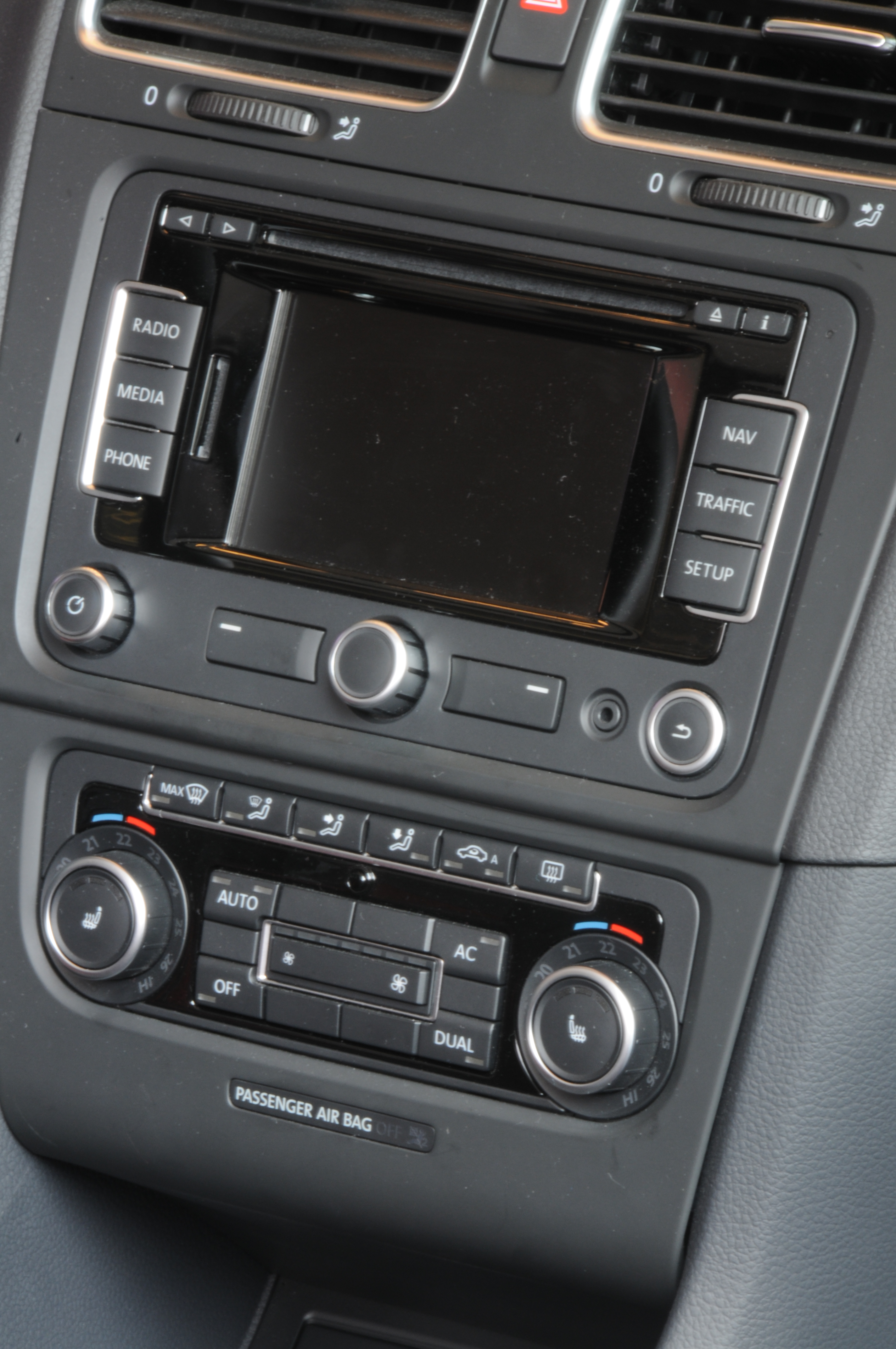
Multifunktionsgerät

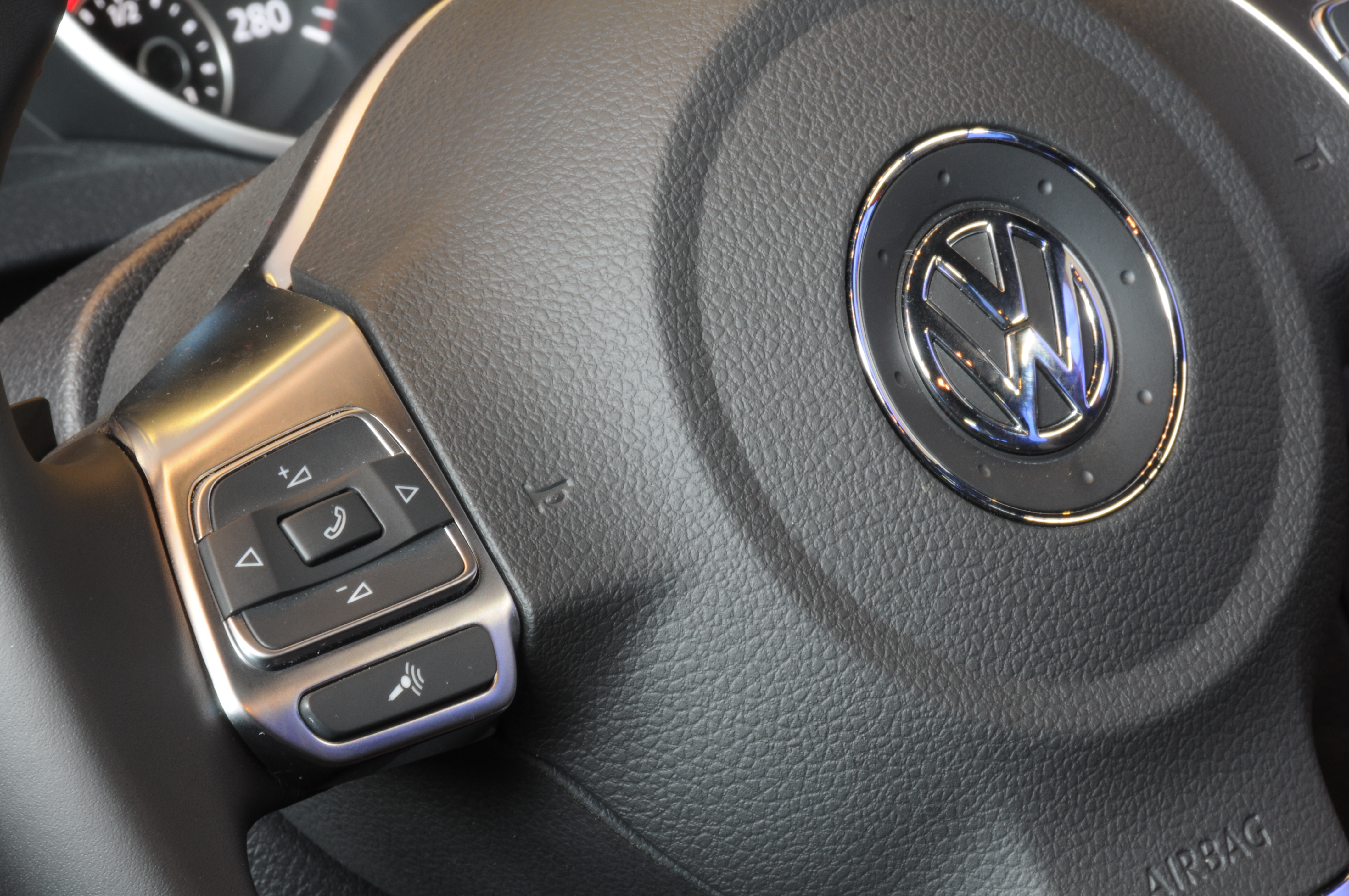
Fernbedienung für Radio und Mobiltelefon an einem Lenkrad

Im Jahr 2001 gab es von Blaupunkt ein Autoradio mit MP3-Decoder und Multimedia Card Slot. 2003 konnte das Autoradio mit MP3-Decoder und Multimedia Card Slot dann auch das empfangene Radioprogramm aufzeichnen. 2006 brachte Sony das Autoradio MEX-1GP heraus, in dessen Bedienteil ein 1 Gigabyte großer Flash-Speicher integriert ist. Das Bedienteil lässt sich mittels USB-Kabel mit dem PC verbinden, um MP3-Musikdateien zu kopieren.
In den höheren Preisklassen findet man auch Autoradios mit integriertem DVD-Spieler, meist mit TFT-Bildschirm, auf dem Filme angeschaut werden können. Ein Großteil dieser Geräte ist mit einem Navigationssystem ausgestattet. Je nach Ausstattung können auch zusätzliche Bildschirme (zum Beispiel im hinteren Bereich des Fahrzeugs) angeschlossen werden. Oft ist es auch möglich, zum Beispiel über einen AV-Eingang ein DVB-T-Empfangsmodul oder eine Spielekonsole anzuschließen.
Teurere, moderne Autoradios bieten auch über zahlreiche weitere Anschlussmöglichkeiten, zum Beispiel einen Eingang für ein Rückfahrsystem, das sich etwa beim Einlegen des Rückwärtsganges automatisch einschaltet. Zudem sind auch vermehrt Autoradios mit Bluetooth-Schnittstelle erhältlich, deren Funktionsprofile Freisprechen oder den Zugriff auf die Mediendateien von Mobiltelefonen oder ähnlichem erlauben.

### Ab 2010
Mit der zunehmenden Nutzung von Smartphones sowie Navigationssystemen verbreiteten sich, zuerst in den Fahrzeugen der Oberklasse und im Laufe der Zeit in allen Fahrzeugklassen, Multifunktionsgeräte, auch Naviceiver bzw. Moniceiver genannt. Sie verfügen über praktisch alle Funktionen wie übliche Smartphones oder Tablets, d. h. Radio, Wiedergabe unterschiedlicher Medien, Navigationssystem, Freisprecheinrichtung, Koppelung über Bluetooth, Internetverbindung usw. Solche Geräte können Musik- oder Hörfunkprogramme wiedergeben, die digital per IP (Internetprotokoll) oder DAB+ oder analog über UKW, gelegentlich auch noch Mittel- und Kurzwelle empfangen werden. Teilweise werden die Geräte auch mit Android betrieben, so dass Apps ausgetauscht bzw. zusätzlich installiert werden können (z. B.  Apps zur Medienwiedergabe).
Diese Multifunktionsgeräte haben in der Regel einen Bildschirm oder sind mit mehreren Bedienelementen ausgestattet, so dass sie eine Einbauhöhe von einem vollen DIN-Schacht besitzen. Bei neueren Autos war der Einbauschacht noch zusätzlich mit einer Blende versehen, um das Radio besser an das Design der restlichen Mittelkonsole anzupassen. In solchen Fällen ist der Ausbau teilweise aufwendiger, da die Blende u. U. mit der Mittelkonsole verschraubt ist.
Mit Android Auto (Google Android)  und CarPlay (Apple IOS) besteht die Möglichkeit einer engen Integration von Autoradio und Smartphone. Mirrorlink bietet eine ähnliche Funktionalität in Hersteller- und Betriebssystem unabhängiger Form.

### Übertragungswege
Die Übertragung der Sendungen kann sowohl terrestrisch (analog (UKW, MW, KW) oder digital (DAB oder DAB+)), per Funkverbindung (G5, G4, GSM) bereitgestelltes Internet (also IP) oder Satellit erfolgen. Letzteres ist vorrangig in Nordamerika verbreitet.

## Sendungen für Autoradios
Für das Autoradio werden spezifische Hörfunkprogramme ausgestrahlt. Sie sollen die autofahrenden Pendler während der Hauptverkehrszeit erreichen. Die Hauptsendezeit liegt zwischen 06:00 und 09:00 Uhr und 16:00 bis 18:00 und wird als „Drive Time“ bezeichnet. Sendungen, die einen Sendeplatz in jenem Zeitraum erhalten, können mit den höchsten Einschaltquoten rechnen. Dazwischen befindet sich die Zeitspanne der „daytime“. Jede Sendung außerhalb dieses Kernprogrammbereichs erreicht nur einen relativ kleinen Teil des Publikums. Während der „drive time“ werden im Radio zielgruppenspezifische Sendungen ausgestrahlt. Dazu gehören neben Musik der Verkehrsfunk, häufige Zeitansagen oder spezifische Radiowerbung wie Autowerbung; vermieden werden stark ablenkende oder langatmige Interviews. Typisch ist auch der Intervall von Nachrichtensendungen, die oft im halbstündigen Abstand folgen. Auch in den USA ist die „drive time“ ein wichtiger Teil der täglichen Nachrichtensendungen, zumal es die einzige Zeitspanne ist, in der die Zuhörerzahlen bei den Radionachrichten diejenigen der Fernsehnachrichten übersteigen.